# 強姦成孕
怀孕是强奸可能導致的结果。目前的科学共识是，强奸导致怀孕的可能性至少与雙方自願的性行为一样多，一些研究表明，强奸实际上可能比雙方自願的性行为有更高的妊娠率。
强奸对受害者和由此产生的孩子都有潜在的负面后果。 强奸后的治疗包括检测、预防和怀孕管理。强奸后怀孕的妇女可能要做出是否堕胎、抚养孩子或制定收养计划等抉擇。在一些規定即使强奸和乱伦后堕胎也屬於非法的国家，15岁及以下女孩90%以上的怀孕是由家庭成员强奸造成的。
几个世纪以来，人们普遍认为强奸几乎永远不会导致怀孕。在欧洲，从中世纪一直到18世纪，男人可以利用女人怀孕作为法律辩护，以“证明”他不可能强奸她。當時女性怀孕被认为意味着她享受了性行为，即是在其本人同意的情況下接受性行為。近几十年来，一些反堕胎组织和政客（如托德·阿金）在强奸案件中指出，怀孕极少是因强奸而造成的。

## 艾滋病毒/艾滋病发病率
人們对因强奸而怀孕人数的估计差异很大。 最近的估计表明，美国每年发生的强奸怀孕事件在25,000到32,000次之间。

医生梅丽莎·霍姆斯根据一項1996年人們對4000名美国女性進行的一项为期三年的纵向研究中的研究数据估计，在美国，强迫性交導致每年有超过3.2万例怀孕的情況發生。 医生费利西亚·H·斯图尔特和经济学家詹姆斯·特鲁塞尔估计，1998年美国报告的33.3万起袭击和强奸事件导致了大约2.5万人怀孕，其中多达2.2万人本来可以通过及时的治疗来预防怀孕，比如紧急避孕。 不過总部设在华盛顿特区的慈善机构强奸、虐待和焚烧全国网络得出的数字要低得多，这一数字是根据司法部2005年全国犯罪受害者调查的估计得出的。该機構采用该调查的2004年和2005年每年平均64,080起强奸案，并应用5%的怀孕率来估计每年因强奸而怀孕的人数为3,204人。

### 比率
1996年对44例与强奸有关的怀孕的研究估计，在美国，育龄受害者(12岁至45岁)的每次强奸怀孕率为5.0%。

## 另見
- 堕胎权运动
- 强奸的影响和后果
- 强迫怀孕
- 2012 年美国大选中的强奸和怀孕声明争议
- 生育胁迫
- 强奸的社会生物学理论（英语：社會生物學的強暴理論）
- War on Women（英语：War on Women）
- 非預期懷孕
- 战争时期的性暴力

## 更多閱讀
- Beebe, DK. . American Family Physician. 1991, 43 (6): 2041–6. PMID 2042547.
- Campbell, R; Bybee, D. . Women's Health. 1997, 3 (2): 75–101. PMID 9332152.
- Krueger, Mary M. . Journal of Sex Education & Therapy. 1988, 14 (1): 23–7. doi:10.1080/01614576.1988.11074920.
- Lathrop, Anthony. . Journal of Obstetric, Gynecologic, & Neonatal Nursing. 1998, 27 (1): 25–31. PMID 9475124. doi:10.1111/j.1552-6909.1998.tb02587.x.
- McFarlane, J. . Trauma, Violence, & Abuse. 2007, 8 (2): 127–34. PMID 17545570. S2CID 732231. doi:10.1177/1524838007301222.
- Sutherland, Sandra; Scherl, Donald J. . American Journal of Orthopsychiatry（英语：American Journal of Orthopsychiatry）. 2010, 40 (3): 503–11. PMID 5422298. doi:10.1111/j.1939-0025.1970.tb00708.x.